# 오늘부터 우리는 ~GFRIEND 1st BEST~
《오늘부터 우리는 ~GFRIEND 1st BEST~》(일본어: 今日から私たちは ～GFRIEND 1st BEST 쿄카라와타시타치와 ~지후렌도 파스토 베스토~[*])는 대한민국의 걸 그룹 여자친구가 일본에서 발매하는 첫 번째 베스트 음반이다.

## 개요
- 타이틀 곡인 〈오늘부터 우리는 (Me gustas tu) (Japanese Ver.)〉를 포함하여 대한민국에서 타이틀 곡으로 수록되었던 5곡, SNOWFLAKE의 수록곡인 〈TRUST〉까지 총 6곡의 일본어 버전이 수록되었다. 각 노래의 한국어 원곡도 함께 수록되어, 총 12곡이 실려 있다.
- ‘포토 카드’는 단체 1장, 멤버별 6장으로 총 7장 중에 랜덤 1장이 봉입되며, 초도 한정판 판매분 특전으로는 ‘이벤트 참가권’이 같이 봉입되었다. 초도 한정판 A에는 포토북이, 초도 한정판 B에는 DVD가 부록으로 포함되었다.

## 발매 과정
2018년 2월 말에 일본의 웹사이트의 티저가 만들어졌으며, 3월 5일부터 일본 공식 웹사이트가 열렸다. 같은 날, 일본 데뷔 음반의 발매가 결정됐으며, 3월 16일에 수록곡이 발표됐다. 3월 28일, 기자 회견 겸 쇼케이스를 통해서 타이틀 곡 〈오늘부터 우리는 (Me gustas tu) (Japanese Ver.)〉의 첫 무대를 선보였다. 4월 19일, 음반 표지와 솔로 아티스트 자켓이 공개됐다. 4월 27일 뮤직 비디오의 티저가 공개되었다. 뮤직 비디오는 5월 6일, 4월 2일에 방송되었던 “기자회견＆프리미엄 쇼케이스”의 재편집본이 아베마 TV에서 방영될 때 최초로 방송에서 공개되었으며, 동시에 유튜브에서 풀 버전이 공개되었다. 5월 16일, 타이틀 곡인 〈오늘부터 우리는 (Me gustas tu) (Japanese Ver.)〉이 디지털 음원으로 선행공개됐다.

## 수록 내용
CD
| #            | 제목                                                                                         | 작사         | 작곡 · 편곡    | 재생 시간 |
| ------------ | -------------------------------------------------------------------------------------------- | ------------ | -------------- | --------- |
| 1.           | 〈Glass Bead -JP ver.-→유리구슬 (Glass Bead) (Japanese Ver.)〉                               | SHOW         | 이기, 용배     | 3:24      |
| 2.           | 〈今日から私たちは（Me Gustas Tu）-JP ver.-→오늘부터 우리는 (Me gustas tu) (Japanese Ver.)〉 | anan         | 이기, 용배     | 3:42      |
| 3.           | 〈トキヲコエテ（ROUGH） -JP ver.-→시간을 달려서 (Rough) (Japanese Ver.)〉                    | JUNE, Miz    | 이기, 용배     | 3:30      |
| 4.           | 〈NAVILLERA -JP ver.-→너 그리고 나 (NAVILLERA) (Japanese Ver.)〉                             | JUNE, Miz    | 이기, 용배     | 3:15      |
| 5.           | 〈LOVE WHISPER -JP ver.-.→귀를 기울이면 (LOVE WHISPER) (Japanese Ver.)〉                     | JUNE, Miz    | 이기, 용배     | 3:33      |
| 6.           | 〈TRUST -JP ver.-〉                                                                          | SHOW, KAHO   | 노주환, 이원종 | 3:38      |
| 7.           | 〈Glass Bead -KR ver.-→유리구슬 (Glass Bead)〉                                               | 이기, 용배   | 이기, 용배     | 3:24      |
| 8.           | 〈Me Gustas Tu -KR ver.-→오늘부터 우리는 (Me gustas tu)〉                                    | 이기, 용배   | 이기, 용배     | 3:42      |
| 9.           | 〈ROUGH -KR ver.-→시간을 달려서 (Rough)〉                                                    | 이기, 용배   | 이기, 용배     | 3:30      |
| 10.          | 〈NAVILLERA -KR ver.-→너 그리고 나 (NAVILLERA)〉                                             | 이기, 용배   | 이기, 용배     | 3:14      |
| 11.          | 〈LOVE WHISPER -KR ver.-→귀를 기울이면 (LOVE WHISPER)〉                                      | 이기, 용배   | 이기, 용배     | 3:33      |
| 12.          | 〈TRUST〉                                                                                    | 노주환       | 노주환, 이원종 | 3:35      |
| 총 재생 시간 | 총 재생 시간                                                                                 | 총 재생 시간 | 총 재생 시간   | 42:06     |

DVD
| #  | 제목 | 재생 시간 |
| -- | --- | --------- |
| 1. | 〈今日から私たちは(Me Gustas Tu) -JP ver.- [Music Video]→오늘부터 우리는 (Me Gustas Tu) (Japanese Ver.) [뮤직 비디오]〉 |           |
| 2. | 〈GFRIEND Japan Debut Documentary Movie〉                                                                               |           |

## 차트
| 차트 (2018)               | 최고 순위 |
| ------------------------- | --------- |
| 일본 (오리콘 차트 (주간)) | 10        |
| 일본 (오리콘 차트 (월간)) | 25        |